# Saint-Jacut-les-Pins
Saint-Jacut-les-Pins is een gemeente in het Franse departement Morbihan (regio Bretagne). De plaats maakt deel uit van het arrondissement Vannes. De gemeente telde 1.733 inwoners op 1 januari 2022.

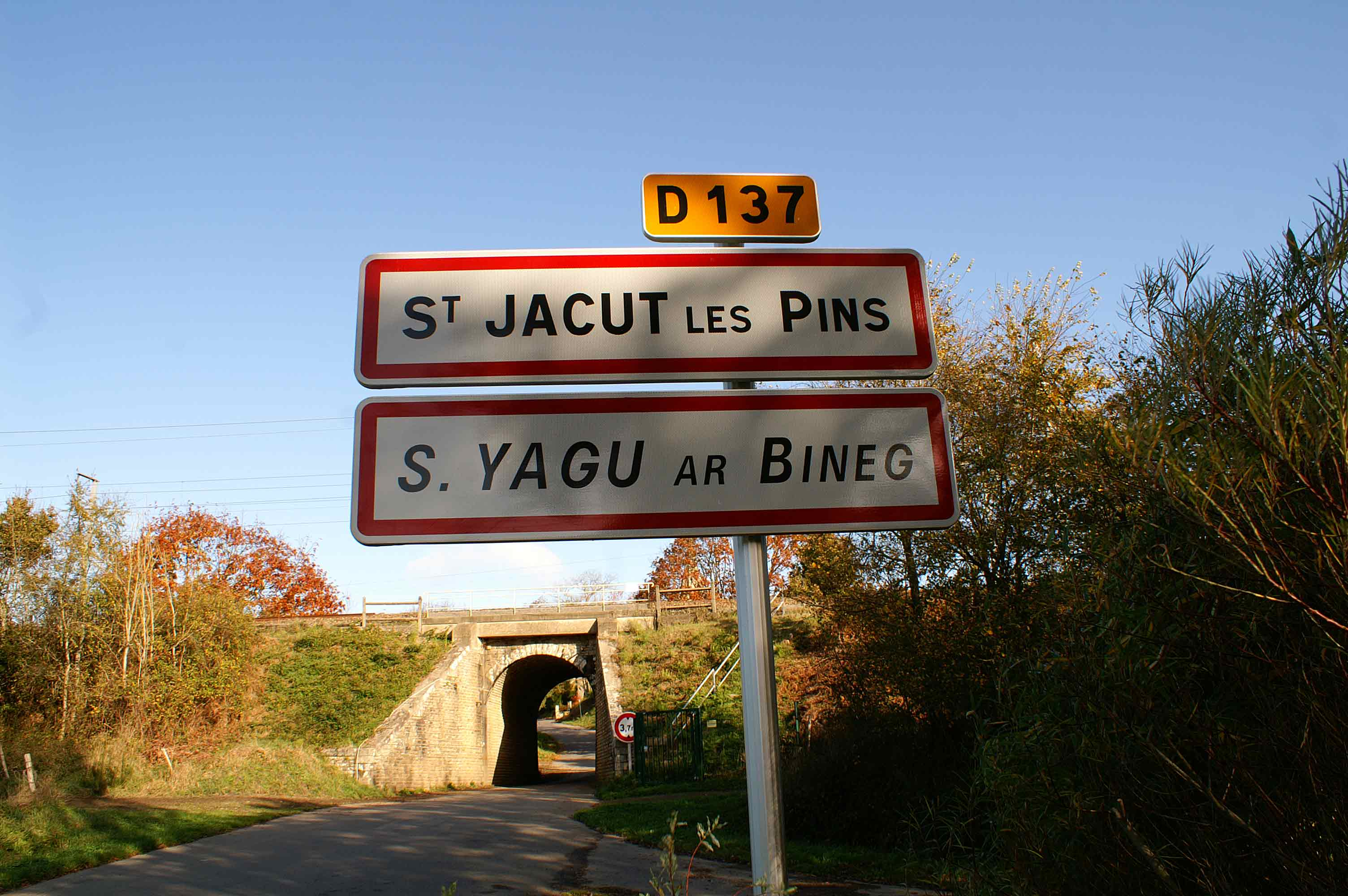
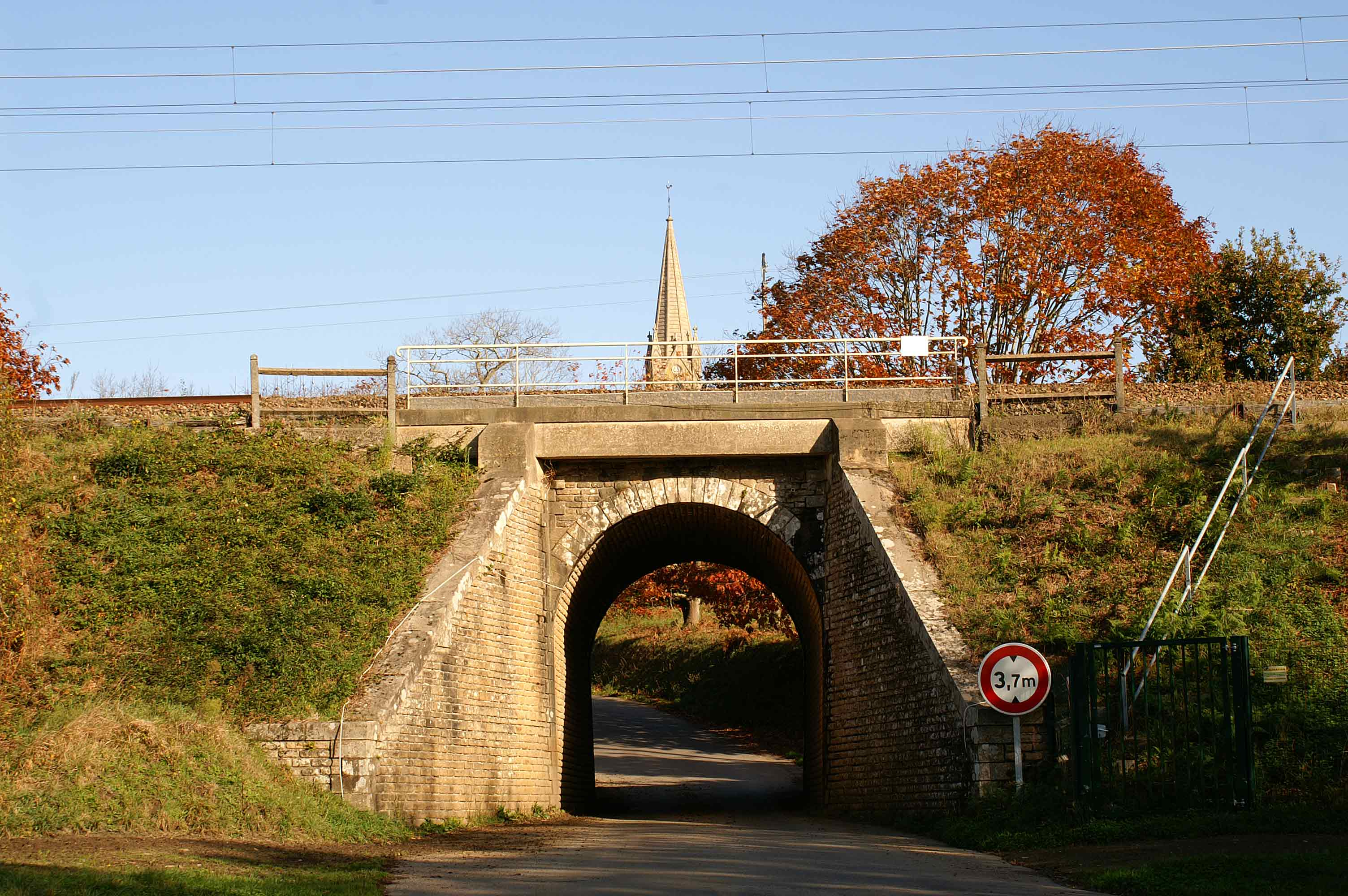
Saint-Jacut-les-Pins
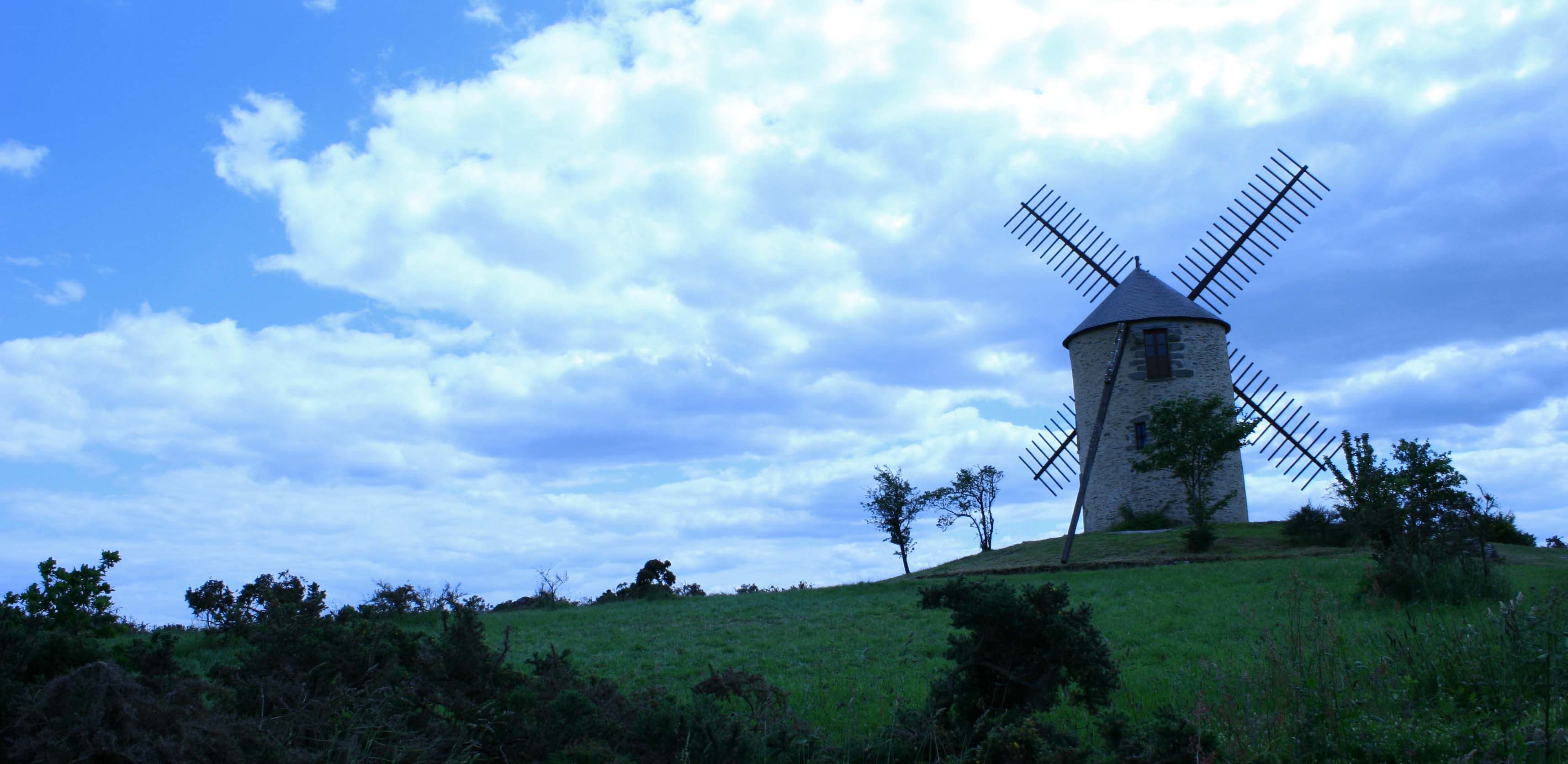
Landschap

## Geografie
De oppervlakte van Saint-Jacut-les-Pins bedroeg op 1 januari 2022 22,81 vierkante kilometer; de bevolkingsdichtheid was toen 76 inwoners per km².

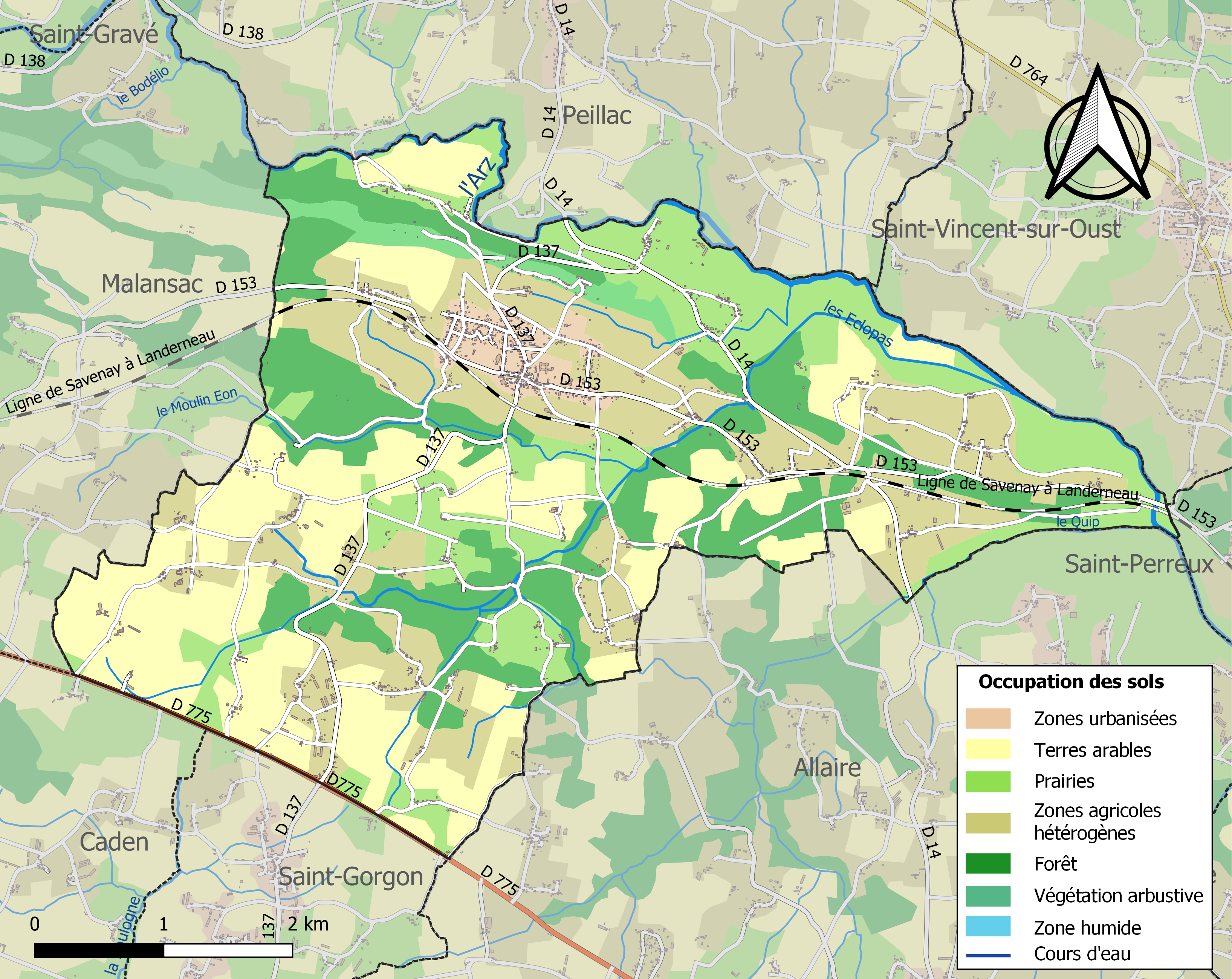
Kaart van de gemeente met de belangrijkste infrastructuur, bodemgebruik en omliggende gemeenten

## Verkeer en vervoer
In de gemeente ligt het gesloten spoorwegstation Saint-Jacut-les-Pins.

## Demografie
Onderstaande figuur toont het verloop van het inwonertal (bron: INSEE-tellingen).